# 心こめて 愛をこめて
「心こめて 愛をこめて」（こころこめて あいをこめて）は、あみん通算3枚目のシングル。1983年4月6日にPHILLIPS RECORDSより発売。

## 解説
過去2作はポプコン絡みで既に発表されていたため、シングルA面としては初めて、純粋な意味での新曲となった。
オリジナル・アルバム未収録であったが、2007年12月19日にデジタル・リマスタリングされて、2枚組作品集『P.P.S. あなたへ…』に収録された。
片面曲『Lover My Love』は、岡村孝子のソロ・ヴァージョンが存在する。1986年11月29日発売のLP『ANDANTINO』（あみん時代の自作曲を6曲セルフカバーした作品集）に収録され、翌年にCD化された際、『Andantino a tempo』（1987.2.4）と改題されてリリースされた。

## 収録曲
1. 心こめて 愛をこめて　（4:05）
  - 作詞・作曲: 岡村孝子 、編曲: 萩田光雄、Ebako Jr.
2. Lover My Love　（5:07）
  - 作詞・作曲: 岡村孝子 、編曲: 萩田光雄、Ebako Jr.

## 収録作品
- 心こめて 愛をこめて　
  - P.P.S. あなたへ…　（1980年代の作品を網羅した再編集盤）
  - ポプコン・スーパー・セレクション あみんベスト

※オリジナルアルバム未収録
- Lover My Love　
  - P.P.S. あなたへ…
  - ポプコン・スーパー・セレクション あみんベスト

※オリジナルアルバム未収録
- Lover My Love （岡村バージョン）
  - ANDANTINO　※LP・カセットテープのみのリリース
  - Andantino a tempo　※CDのみのリリース